# 東武世界廣場站
東武世界廣場站（日语：／ Tōbu Wārudo-Sukuwea eki */?）是位於日本栃木縣日光市鬼怒川溫泉，屬於東武鐵道鬼怒川線的鐵路車站。車站編號是TN 55。

## 概要
此站位於東武鐵道子公司營運的迷你模型公園、東武世界廣場的主入口步行1分鐘位置，2017年7月22日開業。
開業當時的白天時段（9 - 18時）所有列車皆停車，而早晨、夜間含普通列車在內的全列車不停。JR線直通特急「鬼怒川」則是從2018年3月17日改點起才增停本站。2020年6月6日改點，全時段皆進行載客服務。
本站開業以前，東武世界廣場雖在東武鬼怒川線旁但未設站，須從小佐越站步行8分鐘或從鬼怒川溫泉站搭乘巴士前往。為了強化交通便利性、並提高作為觀光地的遊客再訪率，決定在主入口步行1分鐘的位置開設車站。
另外，本站位於鬼怒川溫泉鄉南端，期望也能提高遊客前往周邊旅館的便利性。

## 歷史
- 2016年（平成28年）11月25日：東武鐵道宣佈設置此站[1]。
- 2017年（平成29年）7月22日：開業[2]。
- 2018年（平成30年）3月17日：特急「鬼怒川」加設停靠站[4]。
- 2020年（令和2年）6月6日：包括東武世界廣場的營業時間外所有列車停靠此站[5]。

此站是自2005年（平成17年）開業的流山大鷹之森站12年以來，鬼怒川線1939年（昭和14年）鬼怒川公園站78年以來東武鐵道首個新站開業。
也是繼東武動物公園站以來第二座冠上「東武」休閒設施的車站，也是第一座開業時就冠上「東武」設施名的車站。
2019年（平成31年）3月15日以前，本站車資計算與鄰站小佐越站相同（IC乘車券也一樣）。但購買實體乘車券從本站來往鬼怒川公園站則以實際營業里程計算，IC乘車券則維持以小佐越站計算。因此，小佐越站往來本站時無法使用IC卡，需另構入實體乘車券。此項措施已在隔天16日廢止。

## 車站構造
地面車站，月台是側式月台1面1線。鬼怒川線唯一不設交會設備的棒線站。月台雖然只有1面，但仍標示為「1號月台」（與大師前站、葛生站相同）。站舍的位置在月台近鬼怒川溫泉一側。不設自動閘機，只設置PASMO簡易閘機與上下車站證明書發行機。乘車券、特急券、「SL大樹」座席指定券可在東武世界廣場入園券售票處的專用櫃台購入。
開業日起使用東武世界廣場主題曲作為進站音樂，但與鬼怒川溫泉站的發車音樂編曲不同。此外本站也使用鬼怒川溫泉站的短版發車音樂。
| 月台 | 路線     | 方向 | 目的地         |
| ---- | -------- | ---- | -------------- |
| 1    | 鬼怒川線 | 下行 | 鬼怒川溫泉方向 |
| 1    | 鬼怒川線 | 上行 | 下今市方向     |

## 使用情況
2018年度1日平均上下車人次為438人。

## 圖片

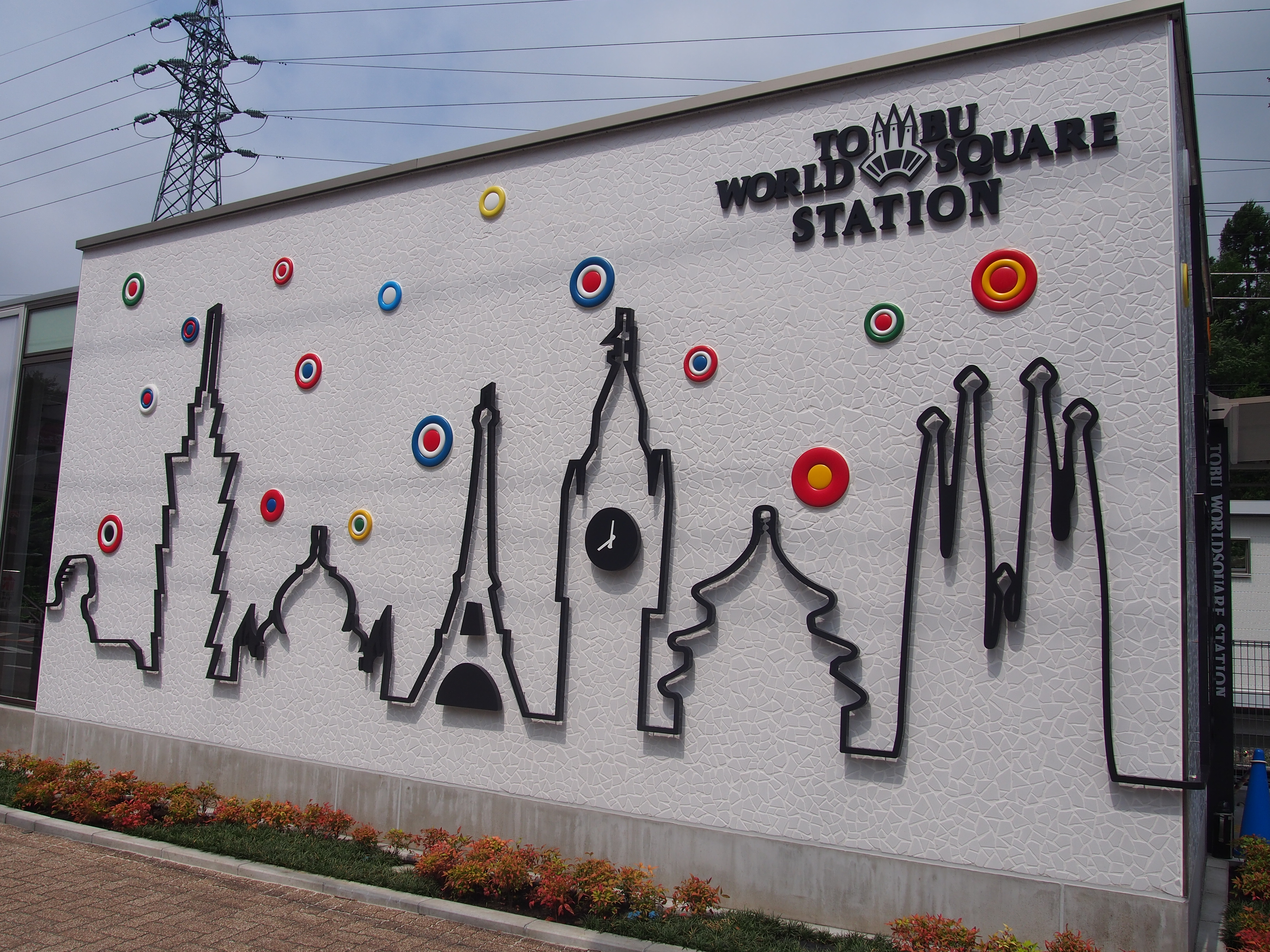
站舍外觀（外壁）
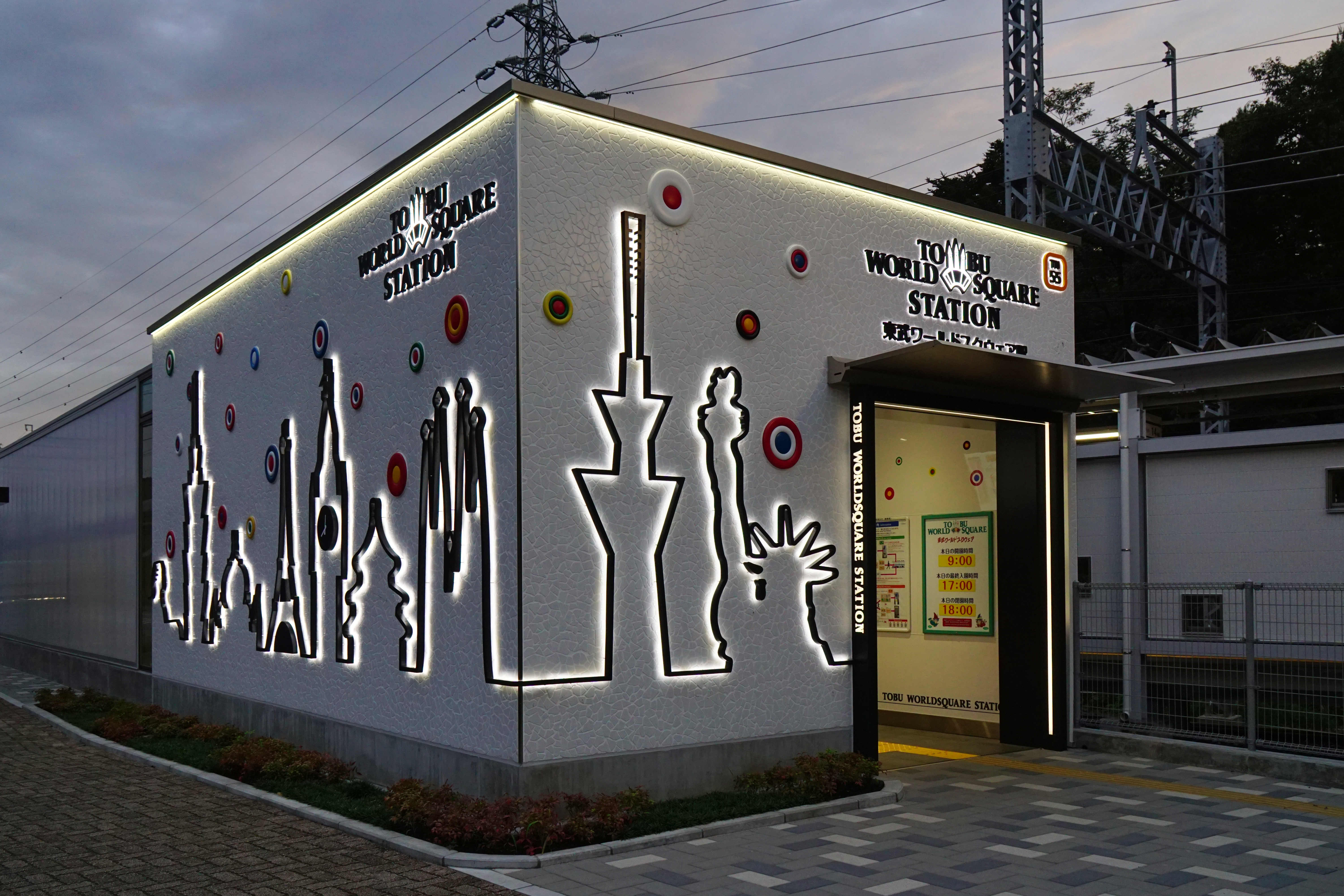
站舍外觀（夜）
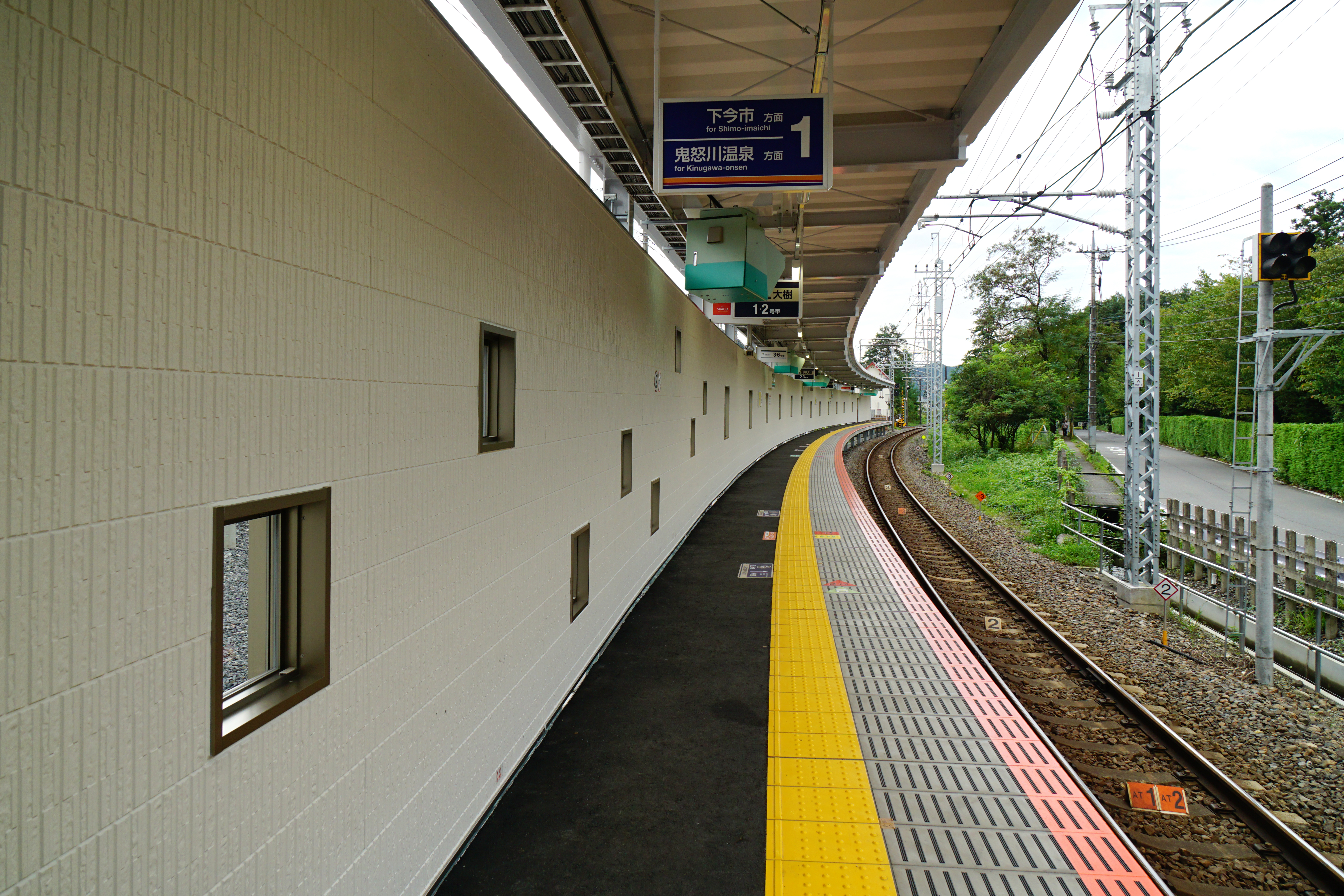
月台
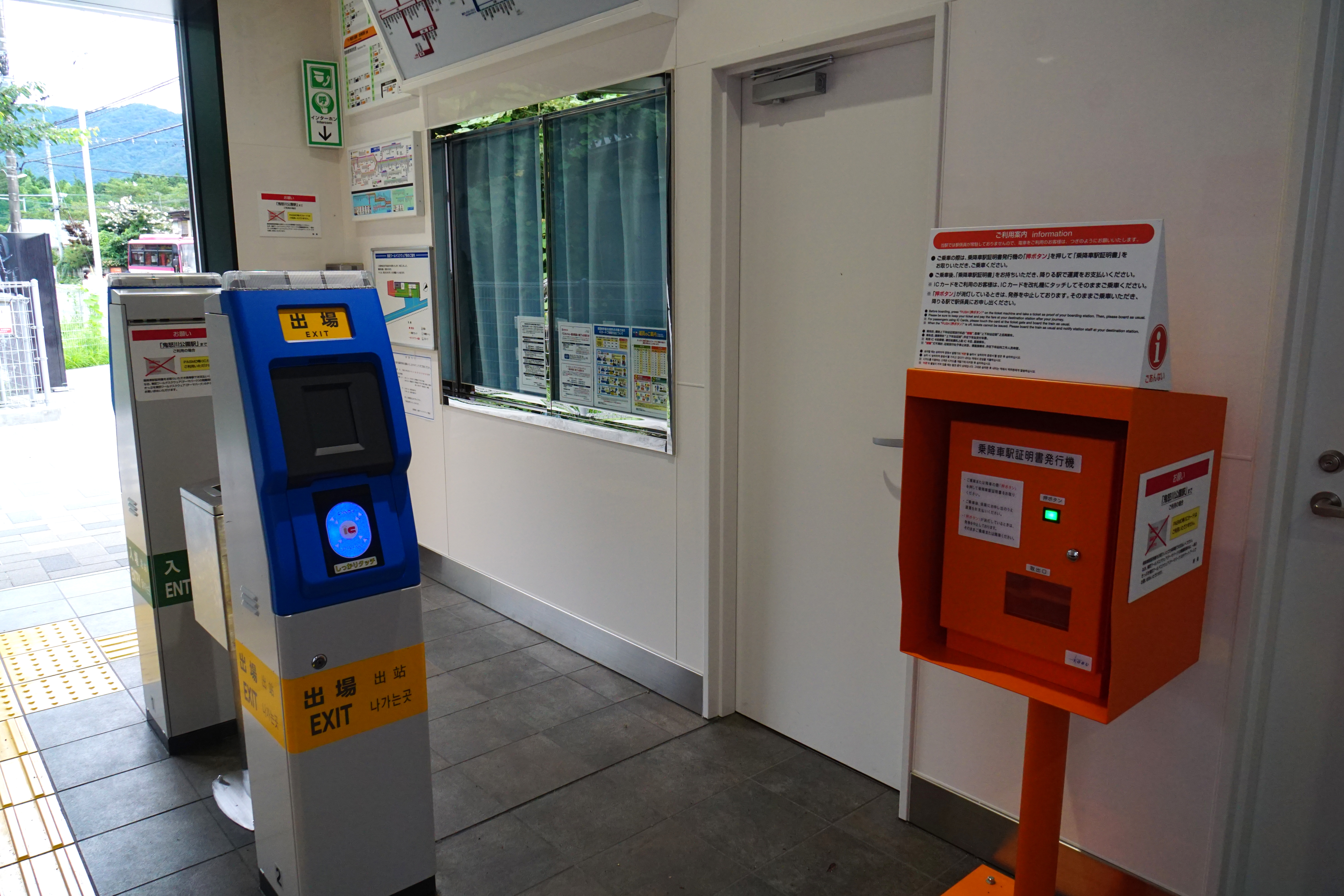
閘口
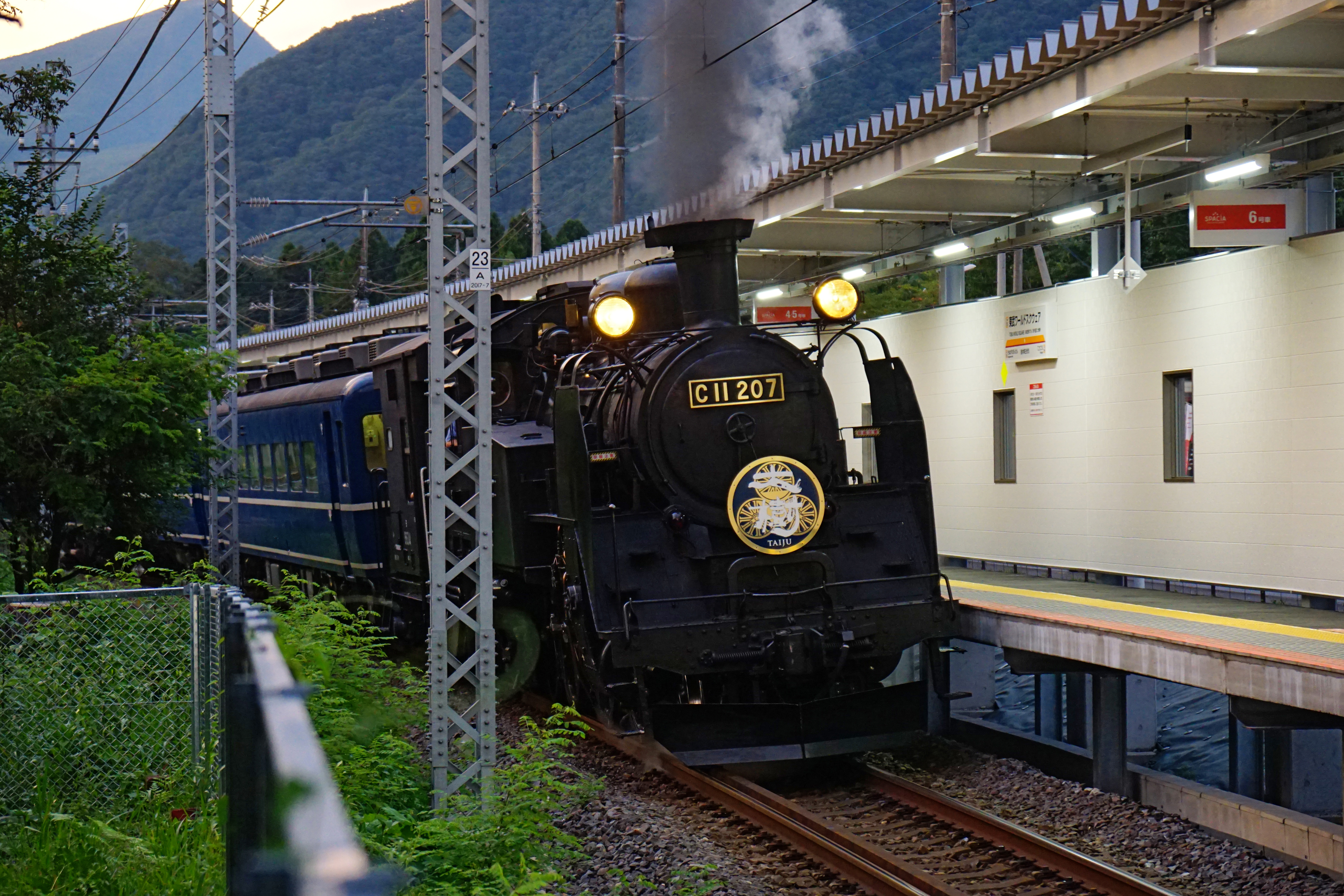
停車的SL大樹（日语：SL大樹）

## 車站周邊
- 東武世界廣場
- 鬼怒川溫泉鄉
  - 東急收割公園（日语：東急ハーヴェストクラブ）鬼怒川
- 鬼怒川
- 國道121號（日语：国道121号）

## 巴士路線
- 站前同地點有兩個巴士站名。
  - 「自由丘」（日光交通）

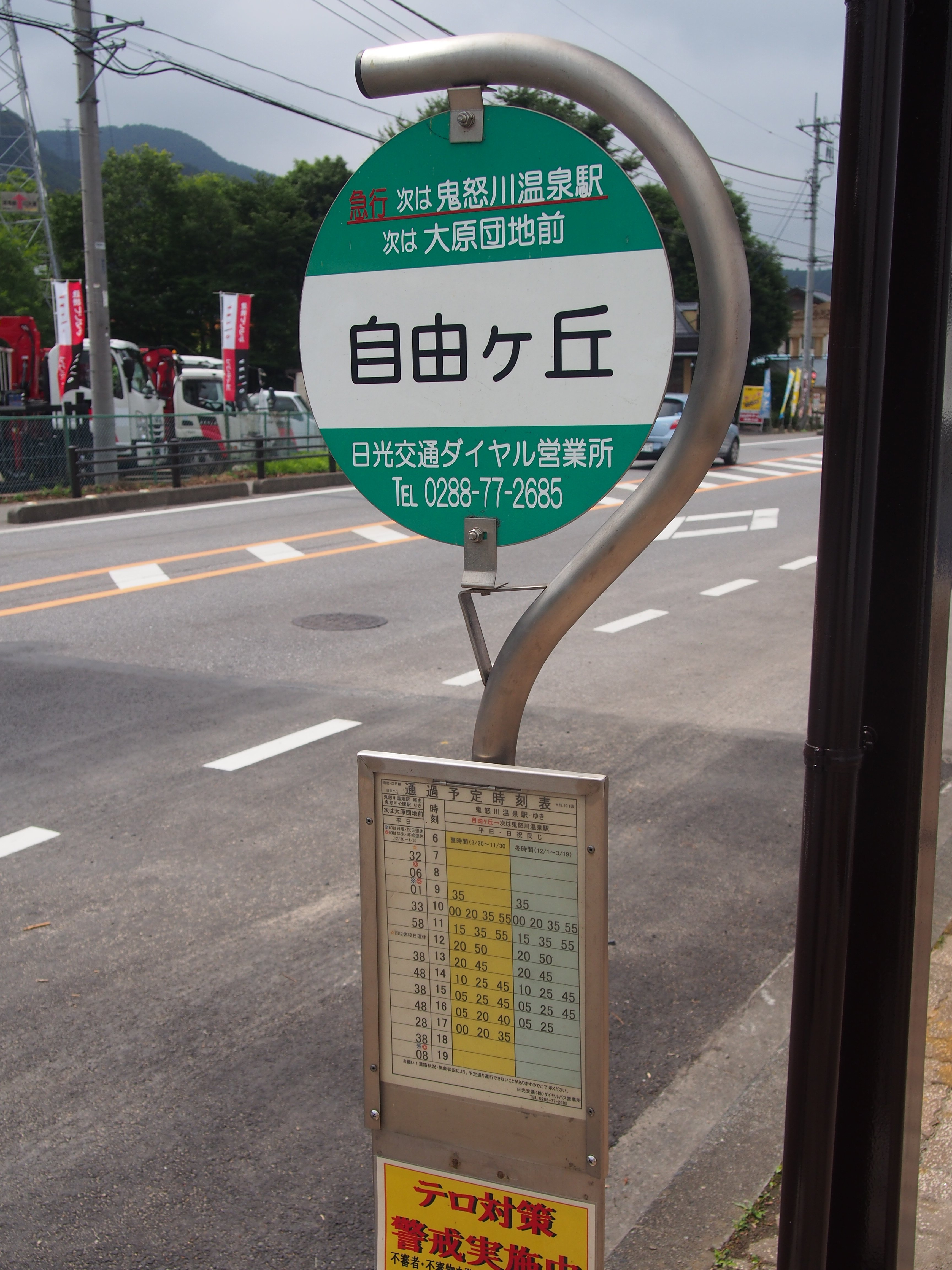
自由丘巴士站

    - 日光江戶村線 往日光江戶村／往鬼怒川溫泉站（※有急行班次）

- -     - 鬼怒川線 往獨協醫科大學日光醫療中心、今市站、下今市站／往鬼怒川溫泉站、鬼怒川公園站（※末班車不進東武世界廣場園內）

- - 「東武世界廣場站」（東武巴士日光（日语：東武バス日光）、京濱急行巴士）
    - 高速巴士 經羽田機場往橫濱站東口（鬼怒川溫泉站發車）
- （參考）東武世界廣場園內有東北急行巴士（日语：東北急行バス）的高速巴士 東京站 - 日光、鬼怒川線。

## 相鄰車站
東武鐵道
 鬼怒川線
- ■特急「鬼怒」、■特急「自由會津」、■JR線直通特急「鬼怒川、SPACIA鬼怒川」一部分停靠站、■SL「大樹」停靠站

■區間急行、■普通（早上、晚上）
通過
□快速「會津山特快」、■普通（除早上、晚上）
小佐越（TN 54）－東武世界廣場（TN 55）－（鬼怒立岩信號場）－鬼怒川溫泉（TN 56）

## 外部連結
- 東武世界廣場（車站資訊） - 東武鐵道